# 外国裁判所ノ嘱託ニ因ル共助法
外国裁判所ノ嘱託ニ因ル共助法（がいこくさいばんしょのしょくたくによるきょうじょほう、明治38年3月13日法律第63号）は、日本の裁判所が外国の裁判所に対して、裁判関係書類の送達や証拠調べへ協力することに関する日本の法律である。略称は、外嘱法（がいしょくほう）である。

## 概要
日本と外国との間で、裁判所の嘱託に基づいて、裁判関係書類の送達及び証拠調べに関して法律上の輔助を行うこと、即ち司法共助について、日本の裁判所が外国の裁判所に対して行う場合の根拠となる法律。令和2年（2020年）において、外国の裁判所から日本の裁判所に対する刑事司法共助の嘱託は、書類の送達が20件であった（最高裁判所事務総局の資料による。）。